# Obcestna vas
Obcestna vas je oblika vasi, pri kateri so hiše razporejene ob cesti.

## Morfologija obcestne vasi
Tak tip vasi ima linearni in pravilen tloris. Domovi so enakomerno in strjeno razporejeni ob obeh straneh vaške ceste ali ulice (ulična vas). Včasih so razporejeni samo ob eni strani ceste. Pročelja hiš so obrjena proti vaški cesti. Za hišo pa so gospodarska poslopja, vrtovi in sadovnjaki. Vaško zemljišče je razdeljeno na delce. Takšne vasi se včasih vlečejo tudi več kilometrov daleč in zato nimajo pravega središča.

## Obcestna vas v Evropi
Obcestna vas je značilna za nižine Zahodne Evrope in Srednje Evrope. Najdemo jih v Angliji, severni Franciji, Nemčiji, Poljski, Češki, Madžarski in Romuniji. V Zahodni Evropi so nastajale predvsem z novejšo nemško kolonizacijo.

### Obcestna vas v Sloveniji
v Sloveniji so obcestne vasi odraz mlajše in načrtne kolonizacije. Najdemo jih v Prekmurju, na Dravskem in Ptujskem polju, v Celjski, Krški in Ljubljanski kotlini.
Primeri obcestne vasi na Slovenskem so Gerečja vas, Arja vas, Cirkovce, Pleterje in Mihovce, pa tudi Črna vas pri Lj.
1. ↑  Rebernik, Dejan (2011). Geografija naselij. Ljubljana: Oddelek za geografijo. str. 35. ISBN 978-961-237-429-7.